# Battlefield Hardline
Battlefield Hardline ist ein Ego-Shooter, welcher von Visceral Games in Zusammenarbeit mit Digital Illusions CE entwickelt und von Electronic Arts am 19. März 2015 veröffentlicht wurde. Battlefield Hardline ist das 13. Spiel der Battlefield-Reihe. Es unterscheidet sich von den vorherigen Teilen durch das neue Setting, in dem der Spieler die Möglichkeit bekommt, in die Rolle der Polizei oder der Kriminellen zu schlüpfen. Damit durchbricht das Spiel die militärübliche Szenerie. Der Hauptfokus des Spiels liegt, wie in den Teilen zuvor, auf dem Mehrspielermodus, wofür es hauptsächlich positive Kritiken gab.

## Handlungsüberblick

### Vorgeschichte
In der Story zu Battlefield Hardline schlüpft der Spieler in die Rolle des Police Detectives Nick Mendoza. Miami ist in einen Drogenkrieg verwickelt und Nick hat soeben die Beförderung zum Detective erhalten. Mit seiner neuen Partnerin, der altgedienten Detective Khai Minh Dao, verfolgt er Spuren von Drogengeschäften zurück, vom Verkauf auf der Straße bis zur Quelle. In einer Reihe von Fällen merken die Partner, dass Macht auf der einen und Korruption auf der anderen Seite des Gesetzes eine entscheidende Rolle spielen. Zusammen mit seiner Partnerin löst er verschiedene Fälle rund um den Drogenkrieg in Miami und bekämpft Korruption.

### Handlung
Miami Police Detective Nick Mendoza und Carl Stoddard führen 2012 eine Drogenrazzia durch, die gewalttätig endet. Nachdem beide einen fliehenden Verdächtigen gefangen nehmen können, entscheidet Captain Julian Dawes, dass Nick zusammen mit der Police Detective Khai Minh Dao einen neuen Fall bearbeiten soll. Ihr Ziel ist der Drogenhändler Tyson Latchford (Adam J. Harrington). Sie können herausfinden, das in Miami eine neue Droge namens „Hot Shot“ im Umlauf ist. Durch den gefassten Latchford erfahren sie, dass Leo Ray (Graham Shiels) Informationen zu der neuen Droge hat. Dieser erklärt ihnen, dass Remy Neltz (T.J. Storm) die neue Droge vertreibt.
Leos Informationen führen die beiden Detectives zu den Everglades, wo die Drogen gelagert werden. Nachdem sie den Bereich des mutmaßlichen Lagers untersucht haben, finden sie mehrere Spuren von Neltzs Drogenaktivitäten und die verstümmelte Leiche von Leo, der ermordet wurde, weil er mit der Polizei kooperiert hatte. Neltz konnte zwar fliehen, doch bald darauf finden sie sein Versteck. Da er einen Deal mit Stoddard hat, ermordet dieser ihn. Nick verlässt die beiden anderen Polizisten voller Empörung, da sich Stoddard und Khai illegal Geld mitnehmen, bevor weitere Polizisten eintreffen. Später beordert Dawes die beiden Partner Nick und Khai zurück zum Lagerhaus, um Beweise gegen Stoddard zu sammeln. Sie finden eine Aufzeichnung, in der Neltz Nicks alten Partner belastet. Dawes, der das belastende Material gegen Stoddard anschließend vernichtet, enthüllt gleichzeitig, dass er und Khai ebenfalls korrupt sind. Die drei hängen Nick ihre eigenen Straftaten an, da er es ablehnt, den gleichen Weg wie sie einzuschlagen. Er muss daraufhin ins Gefängnis.
Drei Jahre später, 2015, kann Nick mit Hilfe von Tap Milstein und Tyson aus einem Gefängnisbus entkommen. Khai ist inzwischen auf einem persönlichen Rachefeldzug gegen Dawes und Stoddard und Nick beschließt, mit ihr und Tyson nach Los Angeles zu gehen. Khai unterrichtet Nick darin, dass Dawes seine eigene private Sicherheitsfirma „Prefered Outcomes“ gegründet hat. Khai bittet Nick und Tyson, Marcus „Boomer“ Boone zu treffen. Anschließend folgen die drei einer Spur zum Haus von Neil Roarks. Während des Treffens mit Roark kommt Nick die Idee, Dawes' Geld zu stehlen, bevor er es waschen kann. Er nutzt Khais Telefon als behelfsmäßiges Überwachungsgerät, welches er in einem Aktenkoffer versteckt. Dieser Koffer soll zu dem Ort gebracht werden, wo der Rest des Geldes von Dawes liegt. Anschließend fliehen sie aus dem Haus.
Nachdem sie erfahren, dass Dawes sein Geld im Penthouse seiner Firmenzentrale in einem einbruchssicheren Safe versteckt, ruft Boomer eine ehemalige Verbündete an, die ihm einen Roboter für diesen Job besorgen kann. Boomer und Nick treffen sich in der Wüste mit dem Kontakt, seiner Ex-Freundin Dune, die ein Treffen mit ihrem Vater Tony Alpert einrichtet. Alpert verrät sie aber, da er weiß, das Nick aus dem Gefängnis ausgebrochen ist und Stoddard eine Belohnung auf ihn ausgesetzt hat, sollte er ihn lebend fassen. Nick und Boomer entkommen aus ihrem Gefängnis und können ihre Ausrüstung von Alperts Komplizen erlangen. Anschließend finden sie heraus, dass Alpert an der Entwicklung der Droge Hot Shot beteiligt war. Dune hilft den beiden, zu einem verlassenen Flugplatz zu entkommen. Auf dem Flugplatz erhält Nick den Roboter und die beiden können mit einem Flugzeug, das Boomer repariert hat, entkommen.
Als sich Khai, Nick, Boomer und Tyson vorbereiten, um nach Miami aufzubrechen, geraten sie in einen Hinterhalt von Stoddard und seinen Männern. Nick tötet seinen ehemaligen Partner und schickt ein Foto des Leichnams an Dawes. Als die Gruppe in Miami das Hauptgebäude von Preferred Outcomes infiltrieren, geraten sie in eine Sprengfalle vor dem Tresor, bei dem Tyson schwer verletzt wird. Nick nimmt den eingehenden Anruf auf Khais Telefon aus dem Safe entgegen. Am anderen Ende der Leitung ist Dawes, der ihn bei Santa Rosita vor der Küste Floridas treffen will. Nick fährt ohne seine Gruppe zu der Insel; die anderen versuchen in der Zwischenzeit, medizinische Versorgung für Tyson zu finden. Nick findet seinen ehemaligen, korrupten Captain in dessen Büro. Dawes möchte von Nick, dass sich dieser der Firma anschließt und diese bei Dawes' Ableben übernimmt. Dawes meint, die beiden seien sich sehr ähnlich, mehr kriminell als Polizist. Nick stimmt ihm zu und erschießt Dawes zögerlich. Als er das Büro von Dawes durchsucht, findet er einen Brief von ihm, in dem er erklärt, warum er vor drei Jahren beschlossen hat, Nick zu verraten. Es ist ebenso eine Beschreibung eines unterirdischen Safes enthalten, in dem das gesamte Vermögen von Dawes lagert. Dieses Vermögen gehört nun Nick, der ratlos ist, was er damit machen soll.

## Charaktere
Der nachfolgende Abschnitt gibt eine Übersicht über die handelnden Hauptcharaktere und deren Beziehung zueinander.
- Nicholas „Nick“ Mendoza: Nick ist der Charakter, der vom Spieler in der Einzelspielerkampagne gespielt wird. Er ist der Protagonist des Spiels und bekämpft auf Grund von Korruption seinen ehemaligen Partner Carl Stoddard und seinen ehemaligen Captain Julian Dawes. Er ist kubanischer Abstammung und arbeitet als Police Detective mit Khai Minh Dao zusammen. In der englischen Version wird er von Philip Anthony-Rodiguez gesprochen. Seine Mimik wurde mit Hilfe von Nicholas Gonzalez erfasst.
- Carl Stoddard ist der ehemalige Partner von Nick. Er ist ein korrupter Polizist, der mit den Drogenhändlern in und um Miami Geschäfte abschließt. Er ist unter anderem bekannt als recht Hand des ebenfalls korrupten Polizei-Captains Julian Dawes. Er besitzt zusätzlich geschäftliche Beziehungen zu dem Drogenhändler Remy Neltz, der die neue Droge „Hot Shot“ vertreibt. Stoddard wird im englischen von Travis Willingham gesprochen.
- Julian Dawes ist der Captain von Nick und Stoddard. Nachdem er belastende Beweise gegen Stoddard vernichtet hat, hängt er, Stoddard und Khai die Beweise Nick an, welcher daraufhin ins Gefängnis muss. Dawes gründet seine eigene private Sicherheitsfirma, mit der er unter anderem Geld für Drogenhändler wäscht. Er ist der Anführer eines Netzwerkes aus korrupten Polizisten und anderen Staatsangehörigen. Stoddard ist seine rechte Hand, welcher die meisten Geschäfte von Dawes ausführt. Gesprochen wird Dawes im englischen von Benito Martinez.
- Khai Minh Dao ist eine vietnamesisch-amerikanische Polizistin. Nachdem Nick zum Detective aufgestiegen ist, wird er Khai als Partner zugeteilt. Nachdem Nick ins Gefängnis geht, wird sie eine der Schlüsselfiguren in der von Dawes neu gegründeten Sicherheitsfirma. Nach einem Unfall verlässt sie die Firma und kann auch nicht wieder bei der Polizei anfangen. Da ihr Ruf zerstört ist, versucht sie nun alles, um Stoddard und Dawes zur Strecke zu bringen. Gesprochen wird Khai von Kelly Hu.
- Marcus „Boomer“ Boone ist ein ehemaliger Geheimdienstspezialist im US-Militär. Nachdem er seine Karriere beendet hat, verdient er seinen Lebensunterhalt als Gray Hat Hacker. Nachdem Nick ihm die Möglichkeit gibt, sein Können für Gutes einsetzen zu können, willigt er gegen Bezahlung ein, ihm zu helfen. Er hatte in der Vergangenheit eine Beziehung mit Dune Alpert. Da die Beziehung durch ihren Vater beendet wurde, hat er kein gutes Verhältnis zu Tony Alpert. Im englischen wird Boomer von Eugene Byrd gesprochen.
- Dune Alpert ist die Tochter von Tony Alpert. Sie hatte eine Beziehung mit Marcus Boone, welche jedoch zu Ende ging. Als das Geschäft mit Boomer, Nick und ihrem Vater schiefgeht, hilft sie den beiden, zu fliehen. Sie wird gesprochen von Alexandra Daddario.
- Tony Alpert ist der kriminelle Vater von Dune. Er verabscheut ihren ehemaligen Freund Boomer, weswegen er die Beziehung zwischen den beiden beendet hat. Durch einen vorgetäuschten Deal mit Nick und Boomer will er persönlich Rache an Boomer üben und Nick gegen das Kopfgeld an Stoddard ausliefern. Er ist der Kopf hinter der Entwicklung der neuen Droge „Hot Shot“. Gesprochen wird er im englischen von Fred Tatasciore.
- Remy Neltz ist ein Drogendealer aus Miami. Er ist einer der Hauptcharaktere, die mit der neuen Droge „Hot Shot“ handeln.

## Spielprinzip
Spieler schlüpfen entweder in die Rolle eines Mitglieds einer Spezialeinheit der Polizei oder in die eines Kriminellen.
Der Fokus des Spiels liegt, im Gegensatz zu den Vorgängerversionen der Serie, die auf den militärischen Aspekt eingegangen sind, auf der Bekämpfung von Kriminalität. Die Hauptparteien im Spiel bilden die Spezialeinheit der Polizei und deren Gegenpart, die Verbrecher. Der Spieler hat Zugriff auf Ausrüstungsgegenstände auf militärähnlichem Niveau. Daneben steht dem Spieler gängige Polizeiausrüstung wie Elektroschockpistolen und Handschellen zur Verfügung.
Battlefield Hardline setzt, wie auch schon Battlefield 4, auf die Zerstörung der Umgebung (im englischen Levolution genannt), um Missionen zu erfüllen. So ist es auf der Karte „Downtown“ möglich, einen Baukran zum Einsturz zu bringen, um ein Gebäude zu demolieren. Jede Karte im Spiel bietet große und kleine Objekte, die zerstört werden können.
In Battlefield Hardline wurden im Gegensatz zu anderen Teilen der Serie neue Spielmodelle eingeführt:
- Heist (Überfall): Die Verbrecher müssen in einen mit Geld gefüllten Tresorraum (in manchen Karten auch ein gepanzertes Fahrzeug) einbrechen und die erbeuteten Taschen voller Geld zu einem bestimmten Punkt transportieren. Die Polizisten versuchen, diese zu stoppen. Sobald die Kriminellen das komplette Geld zum Zielpunkt gebracht haben, gewinnen sie das Spiel.
- Blood Money (Blutgeld): Beide Fraktionen, Polizisten und Verbrecher, müssen Geld aus einer Kiste in der Mitte der Karte bergen. Anschließend müssen die Geldeinheiten zu dem jeweiligen gepanzerten Fahrzeug der Seite gebracht werden. Es ist möglich, Geld aus dem jeweils anderen Truck zu stehlen. Das Team, das zuerst fünf Millionen Dollar im eigenen Truck deponiert hat, gewinnt. Nach Ablauf einer festgelegten Zeit gewinnt das Team, welches mehr Geld im eigenen Truck angesammelt hat.
- Hotwire (Heißer Draht): In diesem Modus nehmen fahrende Autos die Rolle von aus anderen „Capture-the-Flag“-Spielen bekannten Flaggen ein. Die Fahrzeuge können eingenommen werden, indem mit ihnen über einer bestimmten Geschwindigkeit gefahren wird. Jedes Auto, welches vom eigenen Team eingenommen wird, lässt dem Gegner Punkte verlieren. Das Team, welches zuerst null Punkte hat, verliert. Nach einer bestimmten Zeit ist das Spiel vorbei und der Gewinner ist das Team, welches die meisten verbliebenen Punkte besitzt.
- Rescue (Rettung): In einem drei Minuten langen Spiel im 5-gegen-5-Modus muss das SWAT-Team der Polizei versuchen, Geiseln zu befreien oder alle Geiselnehmer töten. Die Gegenseite gewinnt, wenn sie alle Polizisten getötet hat. Jeder Spieler hat in diesem Modus nur ein Leben, es gibt keinen Respawn.
- Crosshair (Fadenkreuz): In diesem Spielmodus spielen ebenfalls zehn Spieler in zwei Teams 3 Minuten lang gegeneinander. Jeder Spieler hat ebenfalls nur ein Leben. Die Polizisten eskortieren einen Zeugen. Die Verbrecher versuchen, diesen Zeugen zu töten, und gewinnen bei Erfolg. Die Polizisten gewinnen, wenn der Zeuge den Zielpunkt erreicht.[4]

Visceral Games bestätigte, dass die Einzelspielerkampagne nicht linear aufgebaut ist und besser als die der Vorgänger sein soll. Die Kampagne ist in verschiedene Episoden eingeteilt, in denen getroffene Entscheidungen den Verlauf der Kampagne beeinflussen sollen. Die Polizeimarke kann von Polizisten genutzt werden, um verdächtige Personen dazu zu bringen, ihre Waffen auf den Boden zu legen.

## Entwicklung
Battlefield Hardline arbeitet, wie schon Battlefield 4, mit der Frostbite-3-Engine. Es setzt die umstrittene Anti-Cheat-Technologie PunkBuster ein. Battlefield Hardline wurde in einem Blogeintrag auf dem EA Blog des Vize Präsidenten von Visceral Games, Steve Papoutsis enthüllt. Die Vorstellung des Spiels wurde für die E3 2014 angekündigt, einige Informationen wurden aber vorher bekannt. Anders als andere Spiele der Battlefield-Serie, in denen militärische Aspekte im Vordergrund stehen, fokussiert sich Hardline auf das Gegenspiel von Polizei und Kriminellen.
Am 14. Juni 2014 erschien eine erste Beta-Version von Battlefield Hardline, nachdem sie auf der Electronics Entertainment Expo 2014 angekündigt wurde. Diese erste Beta erschien für PC und Playstation 4 und endete am 26. Juni 2014. Die Beta für alle Plattformen startete am 3. Februar 2015 und endete am 10. Februar 2015.
Auf der Electronic Entertainment Expo 2014 bestätigte EA, dass das Spiel auf der Playstation 4 mit 1080p laufen wird. Für die Xbox-One-Version wird eine ähnliche Leistung angepeilt. Am 8. März 2015 vermeldete Visceral Games jedoch, dass das Spiel auf der Playstation 4 lediglich mit 900p und in der Xbox-One-Version mit 720p laufen wird. Am 3. Februar 2015 erschien die Beta-Version von Battlefield Hardline für alle Plattformen. Es wird geschätzt, dass sich sieben Millionen Spieler an der Beta beteiligt haben. Die Beta erhielt überwiegend positive Bewertungen von Spielern und Kritikern. Am 24. Februar berichtete Electronic Arts, dass das Spiel im Endstadium der Entwicklung steckt und für die Produktion bereit ist.

### Veröffentlichung
Am 22. Juli 2014 gab EA bekannt, dass sie die Veröffentlichung des Spiels vom 21. Oktober 2014 auf den 17. März 2015 verschoben haben. Der Grund hierfür war die Möglichkeit, Verbesserungen auf Grund des Feedbacks aus der offenen Betaphase einzubauen.
Die Premium Edition des Spiels wurde am 2. März 2015 angekündigt. Spieler, die die Premium Edition gekauft haben, erhalten einige zusätzliche Funktionen, zum Beispiel Masken, eine Waffenschmiede, wo Spieler ihre Waffen gestalten können, und den „Legendary Status“, welcher für das Vorankommen im Spiel eine Rolle spielt. Am gleichen Tag wurden vier Erweiterungspakete angekündigt. Wie schon im Battlefield-4-Premium-Programm erhalten Käufer der Premium-Edition zwei Wochen eher Zugang zu den Erweiterungspaketen. Vier neue Karten und mehrere neue Waffen, Fahrzeuge und Masken wurden mit dem ersten Erweiterungspaket Criminal Activity in das Spiel integriert. Laut dem leitenden Multiplayer-Entwickler Zach Mumbach wird die Erweiterung mehr Fokus auf die Zerstörbarkeit von Objekten legen. Im Juni 2015 wurde ebenfalls ein neuer Spielmodus („Bounty Hunter“) eingeführt. Die zweite Erweiterung, Robbery, integriert einen neuen 5-gegen-5-Multiplayer-Modus, neue Waffen und das „Legendary Super Feature“. Die Erweiterung wurde im September 2015 veröffentlicht. Die dritte Erweiterung, Getaway, welche einen neuen Modus („Capture the Bag“) enthielt, erschien am 12. Januar 2016.
Schon vor der Veröffentlichung traten Probleme auf, da das Spiel bereits im Vorfeld von verschiedenen Portalen angekündigt wurde, bevor Electronic Arts selbst eine Mitteilung veröffentlichte. Zusätzlich belasteten die Probleme, die mit dem Vorgänger Battlefield 4 einhergingen, die Veröffentlichung. Die Einzelhandelsversion von Battlefield Hardline stieg in der ersten Woche nach Veröffentlichung auf Platz 1 der Software-Charts des Vereinigten Königreichs ein.
Viele Spieler reagierten überrascht, als Electronic Arts den Nachfolger von Battlefield 4 nicht, wie üblich, zwei Jahre nach dem Vorgänger veröffentlichte, sondern bereits nach einem Jahr. Den Reaktionen entgegnete der Publisher damit, dass die frühe Veröffentlichung nur eine Ausnahme sei und dass die weiteren Teile wie die Vorgänger im Zwei-Jahres-Rhythmus veröffentlicht würden.

## Synchronsprecher
Die deutsche Synchronisation wurde durch das Tonstudio „rain productions GmbH & Co KG“ aus Köln durchgeführt. Die Dialogregie führten Carsten Arnold und Daniel Käser. In kleinen Nebenrollen sind unter anderem die deutsche Band 257ers, der Game-One-Journalist Christian Gürnth und der deutsche Rapper Rockstah zu hören.
Die folgende Tabelle listet die Originalsprecher und die Synchronsprecher zu jedem Hauptcharakter des Spiels auf:
| Rolle                 | Originalsprecher   | Deutsche Sprecher       |
| --------------------- | ------------------ | ----------------------- |
| Nick Mendoza          | Nicholas Gonzalez  | Stefan Günther          |
| Carl Stoddard         | Travis Willingham  | Tobias Brecklinghaus    |
| Khai Minh Dao         | Kelly Hu           | Daniela Bette-Koch      |
| Julian Dawes          | Benito Martinez    | Gordon Piedesack        |
| Tyson Latchford       | Adam J. Harrington | Andreas Meese           |
| Tap                   | David DeSantos     | Oliver Krietsch-Matzura |
| Leo                   | Graham Shiels      | Robert Steudtner        |
| Remy Neltz            | T. J. Storm        | Felix „Kollegah“ Blume  |
| Marcus „Boomer“ Boone | Eugene Byrd        | Markus Haase            |
| Neil Roark            | Mark Rolston       | Maximilian Hilbrand     |
| Dune Alpert           | Alexandra Daddario | Demet Fey               |
| Tony Alpert           | Fred Tatasciore    | ???                     |

## Rezeption

### Kritiken
Battlefield Hardline erhielt mittelmäßige bis gute Kritiken. Die Webseite GameRankings, die Bewertungen sammelt und aus den Ergebnissen einen Mittelwert errechnet, vergibt für die Playstation-4-Version 73,16 % (basierend auf 38 Bewertungen). Die Seite Metacritic, die einen Gesamtwert aus verschiedenen Testberichten aggregiert, vergibt 73 von 100 möglichen Punkten (basierend auf 46 Bewertungen) für die Playstation-4-Version.
Die Einzelspielerkampagne wird in einem Testbericht von Thomas Freund für Netzwelt in Bezug auf den „spannenden“ Einstieg positiv bewertet. Die erste Episode wird als „bombastischer Einstieg“ bezeichnet. Die weiteren Episoden des Spiels könnten an diesem Start nicht anknüpfen. Das Setting könne vor allem wegen der fehlenden Klangkulisse der Waffen, welche in vorherigen Battlefield-Teilen hervorstach, nicht recht überzeugen. Ein besonderes Cop-Feeling, wie in US-amerikanischen Serien und Filmen, bleibe aus. Bei der Missionserfüllung setze das Spiel auf weitere taktische Mittel wie Heranschleichen, um Missionen zu erfüllen, ohne jede feindliche Einheit ausschalten zu müssen. Die Technik dahinter könne diese Taktiken in der Praxis aber nicht immer zufriedenstellend umsetzen, sodass „allerhand absurde Szenen [entstehen], was größtenteils an den strunzdummen Gegnern liegt“. Das Belohnungssystem wirke mitunter konzeptlos. Besonders negativ steche die Free-to-play-Integration hervor. Es können verschiedene Produkte für den Multiplayer erworben werden, was laut Freund „für einen Vollpreistitel völlig daneben ist“.
Brian Albert von IGN beschreibt Hardline als Spiel für jedermann. Die Einzelspielermission und auch der Multiplayer böten verschiedene Aspekte in allen Bereichen. Der Einzelspielermodus verspreche großartige Shooter-Action ebenso wie großartige Schleich-Aktionen. Der taktische Mehrspielermodus sei so gut wie in den Teilen davor. Auch Albert lobt die Möglichkeit, Missionen zu erfüllen, ohne seine Waffe gebrauchen zu müssen. Die Möglichkeit, Verbrecher lebend in Gewahrsam zu nehmen, schaffe mehr Handlungsspielraum. Die Missionen zu spielen, ohne seine Waffen zu gebrauchen, solle ebenso unterhaltsam sein wie mit Waffengebrauch. Negativ wird das Belohnungssystem hervorgehoben, welches sich nicht auf den Spielstil einstelle, sondern immer Waffen als Belohnung vergebe. Der Plot der Story könnte laut Albert schon bekannt sein, da er keine neuen Elemente einbringe. Dennoch seien die Figuren lustig und sympathisch gestaltet. Die bösen Charaktere hinterließen dennoch keinen bleibenden Eindruck.

### Spieler- und Verkaufszahlen
Während des Beta-Tests für alle Plattformen im Februar 2015 konnte das Spiel für eine Woche kostenlos gespielt werden. Während dieser Beta haben bis zu 387.000 Spieler das Angebot zum Testen wahrgenommen. Im Vergleich zum Nachfolgetitel Battlefield 1, welcher bis zu 681.000 Spieler erreichte, war die Testphase von Battlefield Hardline weniger erfolgreich. Die Spielerzahlen sanken nach den ersten Verkaufsmonaten drastisch. Nach etwas mehr als einem Jahr konnten nur noch 25.000 Spieler verzeichnet werden. Den Vorgänger Battlefield 4 spielten am selben Stichtag noch 80.000 Personen (Stand: 05.2015). Dabei entfielen nur knapp 2900 Spieler auf die PC-Version, 9300 auf die Xbox One Version und 11.700 auf die Playstation 4 Version. Die Entwicklung verbesserte sich im anschließenden Monat. Insgesamt spielten im Monat Juni bis zu 55.000 Spieler täglich, davon aber nur 2000 Spieler auf dem PC. Erklärt wird der Anstieg durch einen Verkaufsrabatt seitens des Herstellers und verschiedene Ingame-Boni.
In der ersten Woche nach Verkaufsstart konnte Battlefield Hardline insgesamt 1,4 Millionen mal verkauft werden. Den größten Anteil hatte mit knapp 760.000 verkauften Einheiten die Playstation-4-Version, gefolgt von der Xbox-One-Version mit 430.000 Exemplaren. Auf den letzten Platz mit lediglich 25.000 verkauften Spielen landete die PC-Version. Weitere Verkaufszahlen wurden vom Publisher EA, vor allem nach dem ersten Jahr, nicht bekanntgegeben. Lediglich im Geschäftsbericht für das Jahr 2015 wurde erwähnt, dass 30 Millionen Spielsitzungen abgehalten wurden.